# Anumeta surcoufi
Anumeta surcoufi là một loài bướm đêm trong họ Erebidae.